# Spanioptila spinosum
Spanioptila spinosum là một loài bướm đêm thuộc họ Gracillariidae. Nó được tìm thấy ở Cuba, Puerto Rico và quần đảo Virgin (Saint Thomas).
Ấu trùng ăn Casearia hirsuta. Chúng ăn lá nơi chúng làm tổ.